# Ostvarji
Ostvarji (znanstveno ime Xiphosura) so starodaven red morskih členonožcev, ki jih uvrščamo med praskrluparje. Njihov fosilni zapis sega v preteklost do kambrija pred več kot 500 milijoni let, do danes pa so od nekoč velike skupine preživele štiri vrste, ki jih združujemo v tri rodove in med katerimi je najbolj znan ostvar (Limulus polyphemus). Ostvarjem pravimo živi fosili, saj je današnja struktura zelo podobna tisti, ki jo najdemo v fosilih. Predhodnik ostvarjev, aglaspidida, je živel v oceanih že pred petsto milijoni let, pred sto petdeset milijoni let pa se je razvil v ostvarje kot jih poznamo danes.

## Razširjenost in življenjski prostor
Danes obstajajo le še štiri vrste ostvarjev. Tri od teh živijo na obalah zahodnega Pacifika, od Japonske do Vietnama ter na okolijskih otokih. Ena vrsta, Limulus polyphemus, pa se nahaja na vzhodnih obalah severne Amerike. Ta je tudi najbolj raziskana. Ostvarji so povsod pomemben del ekosistema, saj služijo kot hrana za obalne živali. Ljudje jih najpogosteje opazijo v času razmnoževanja, saj se parijo na  peščenih plažah z malo valovi. Ko se ne parijo, pa živijo v vodi, do dvajset metrov globoko. Naravnih sovražnikov v vodi imajo malo, le glavate karete in morske tigre.
Na splošno ostvarji ne prepotujejo dolgih razdalj. Študije so ugotovile, da se samci vračajo na obalo bolj pogosto kakor samice. Prav tako se ne oddaljijo od obal. Povprečna prepotovana razdalja vrste Limulus polyphemus na Floridi je sedem in pol kilometra. 

## Telesna zgradba
Najopaznejša značilnost ostvarjev je njihov zunanji skelet, ki je na sprednjem delu gladek in zaobljen in nekoliko spominja na podkev. Na trebušni strani spredaj tvori skelet ravno trikotno površino, ki se oža proti ustom. Taka oblika pomaga pri ritju skozi pesek, hkrati pa nudi dobro zaščito od zgoraj. 
Telo ostvarjev je razdeljeno na tri dele: glavoprsje, zadek in kolobar. Glavoprsje, pokrito z oklepom, je največji del ostvarja. Oklep ščiti noge in organe in ohranja žival stabilno v razburkanem morju. Barva oklepa je lahko svetlo siva, rjava ali celo črna.
Na vrhu oklepa sta nameščeni dve sestavljeni očesi, ki se uporabljata za zaznavanje gibanja in možnih partnerjev. Vsako sestavljeno oko vsebuje na tisoče fotoreceptorjev imenovanih omatidiji. Ostvarji pa imajo še osem drugih fotoreceptorjev, na različnih delih telesa, kar pomeni, da imajo skupno deset »oči«. Signali iz le-teh potujejo v možgane, kjer uravnavajo ostvarjev cirkadiani ritem.
Spodnja stran ostvarja je sestavljena iz parov okončin. Prvi par so pipalke, ki se uporabljajo za hranjenje. Pipalke poberejo hrano in jo nesejo v usta, ki so nameščena med nogami. Hrana nato potuje skozi prebavni sistem in se izloči skozi anus, ravno pred repom. Srednje štiri okončine so noge. Na koncu nog imajo majhne klešče. Prvi par nog se je pri samcih razvil v obliki kljuk, s katerimi se pritrdijo na samico pri parjenju. Zadnji par nog, pa je podoben plavutim. Ta se uporablja za premikanje po kopnem in kopanje.
Zadek je srednji del telesa in je na glavoprsje pritrjen s tečajastim sklepom. Spodnjo stran zadka sestavljajo dihalni in reproduktivni organi. Najbolj opazne so lisaste škrge. Ostvarji se morajo pod vodo nenehno premikati, saj le tako lahko zagotovijo nemoten pretok sveže vode skozi škrge, ki jim omogoča dihanje. Pred njimi so genitalne odprtine, iz katerih se sprostijo jajčeca in spermiji med parjenjem. Pri samcih so v obliki trdih vrhov, pri samicah pa so mehkejše in v obliki elipsastih zarez.
Tretji in zadnji del telesa je rep oziroma ost. Na zadek je pritrjen s kroglastim sklepom, kar ostvarju omogoča, da rep premika v več smeri. Čeprav rep izgleda kot orožje, pa še ni bilo opaženo, da bi bil rep kadarkoli uporabljen za napad ali obrambo pred plenilci. Največkrat ostvarji uporabijo rep ko ležijo na oklepu, da se prekotalijo na noge.
Samice in samce se lahko loči na več načinov. Telo samcev je bolj izbočeno in precej manjše kot telo samic. Loči se jih lahko tudi po obliki klešč in po obliki genitalnih odprtin.

### Notranja zgradba
Usta se odpirajo v požiralnik, ta pa vodi naprej v močno omišičen in zobat mlinček, kjer poteka dodatna mehanska obdelava hrane. Večje, neprebavljive kose žival izloči nazaj skozi usta. Mlinček se skozi zaklopko odpira v srednje črevo, ki mu pravimo želodec. Vanj vodita slepa kanala, ki se razvejujeta znotraj celotnega telesa. Vanju se izločajo prebavni encimi, tu poteka tudi absorpcija hranilnih snovi. Neuporabne snovi se izločijo skozi analno odprtino na spodnji strani tik pred repom.
Krvožilje je dobro razvito, s cevastim srcem, ki zbira kri iz osrčnika skozi parne odprtine (ostije) in jo črpa v sistem arterij, od koder se razliva med tkivi. Kri teče od sprednjega dela telesa proti zadku, kjer vstopi v škrge in se oksigenira. Iz škrg gre nato nazaj proti srcu. Izločala so štirje pari koksalnih žlez, ki se odpirajo na bazah (koksah) nog.
Živčevje je močno zraščeno. Možgani so nastali z zlivanjem ganglijev v prvih osmih členih glavoprsja in oživčujejo vse okončine ter čutila na njem. Ostvarji so edini predstavniki pipalkarjev s sestavljenimi očmi, vendar so le-te razmeroma preproste in sestavljene iz premajhnega števila omatidijev da bi lahko te živali z njimi zaznavale kompleksno sliko.

## Življenje
Življenjski cikel je do dobra poznan le pri vrsti Limulus polyphemus, vendar znanstveniki predvidevajo da je podoben življenjskemu ciklu drugih treh vrst.
Ostvarji se parijo skozi celo leto. Največ spomladi, najmanj pa jeseni. Zbirajo se na peščenih obalah, da bi se parili, gnezdili in odložili ikre. To se po navadi zgodi v obdobju treh dni pred in treh dni po polni luni. Takrat se pogosto zgodi da ljudje opazijo samico, na kateri je pritrjen samec, ki se plazi na obalo.
Moški se namreč pri paritvi s posebej prilagojenimi nogami pritrdi na samico, nato pa se skupaj priplazita na obalo, kjer samica izleže jajčeca. Pogosto par spremlja skupina samcev. Samica izleže jajčeca v pesek, njen partner in drugi samci pa jih oplodijo. Oploditev poteka izven telesno. Pri tem procesu samica izleže približno šestdeset tisoč jajčec v leglih. Vsako leglo sestavlja približno dva tisoč jajčec, ki jih zakoplje približno petnajst centimetrov globoko in pokrije s peskom. Sperma ostvarjev ostane v slani vodi delujoča do dve uri, zato je mogoče, da več samcev oplodi jajčeca iz enega legla.
Jajčeca ostvarjev so zelene barve in so velika le en do dva milimetra, ko jih samica izleže. V času od dveh do petih tednov se iz zarodkov razvijejo ličinke. Medtem ko se njihov prebavni sistem še razvija, se prehranjujejo z beljakom. Ocenjeno je, da se 0.06 odstotkov jajčec izvali. Ko prodrejo iz lupine so sposobni sami se prehranjevati in plavati. Začetke življenja preživijo zakopani v pesku, kjer včasih zaradi plimovanja priplavajo na površje. Izpostavljene ličinke odplavi voda, ali pa jih pojejo ptice. Po približno osmih tednih, ob plimi, po navadi pri polni luni, ličinke odplavajo v morje, kjer se pomešajo s planktonom. Zadržujejo se v bližini obale. Po šest do osmih dneh se usedejo na morsko dno, kjer se prelevijo v mladiče. Ta proces preživi le okoli dva odstotka ličink. Mladiči so podobni odraslim ostvarjem, le da so manjši. Merijo le pet milimetrov, po prvem letu pa štiri centimetre. Šele po devet do dvanajst letih dosežejo svojo odraslo velikost. Čeprav so dobri plavalci, preživijo začetke svojega življenja na obali. Najbolj aktivni so ob zori, drugače so zakopani v 
pesku. Odrasli ostvarji živijo pod vodo, na obalo se vrnejo le kadar se parijo. 
Ostvarji uporabljajo svoje pipalke za iskanje hrane. Kar triindevetdeset odstotkov njihove prehrane sestavljajo školjke, kar ostvarjem zagotavlja potreben hitin za grajenje oklepa. Jejo tudi mrtve ribe ter alge, torej so vsejede živali.
Ostvarji rastejo z levitvijo. Ob vsaki levitvi zrastejo za dvajset do trideset odstotkov svoje prvotne velikosti. Z vpijanjem vode povečajo svoj novi oklep, ki se strdi po največ štiriindvajsetih urah. V tem času so tudi najbolj ranljivi. Moški predstavniki so spolno zreli po šestnajstih levitvah, kar po navadi znaša devet let. Samice pa dosežejo spolno zrelost po vsaj sedemnajstih levitvah ali več, kar znaša deset do dvanajst let. Ko odrastejo se nehajo leviti in živijo še šest do deset let.

## Pomen
Ostvarji so pomemben člen obalnega ekosistema. Čeprav izležejo na tisoče jajčec, le malo jajčec in mladičev preživi in odraste. Jajčeca so namreč hrana mnogim vrstam živali, kot na primer ribam ter obalnim pticam. Obalne ptice selivke so najbolj odvisne od jajčec. Ena takih je veliki prodnik. Brez obilne zaloge jajčec te ptice ne bi pridobile dovolj energije za potovanje do Arktike. Za ptice, ki živijo na vzhodni obali severne Amerike, naj bi jajčeca predstavljala kar petdeset odstotkov prehrane.
Morski nevretenčarji, kot so vitičnjaki, klapavice, spužve in ploski črvi, se pritrdijo na oklep ostvarjev. Ko se ostvarji levijo, na starem oklepu pustijo te nevretenčarje. Šele ko odrastejo so ti nevretenčarji, imenovani tudi epibionti, stalno pritrjeni na oklep. Število in velikost le-teh omogoča znanstvenikom, da ocenijo starost ostvarja.
Ljudje so ostvarje uporabljali v več namenov. Bili so uporabljeni kot gnojilo in kot hrana za piščance in svinje, vendar je bilo to leta tisoč devetsto sedemdeset prepovedano, saj se je populacija ostvarjev močno zmanjšala. Danes se jajčeca ostvarjev uporablja kot vabo za jegulje in morske polže. Ponekod na Tajskem so ostvarji tudi priljubljena specialiteta. Ljudje lovijo ostvarje tudi za popestritev akvarijev. 

### Uporaba v medicini
V osemdesetih letih devetnajstega stoletja pa so znanstveniki ugotovili, da kri ostvarjev tvori strdke okoli gram-negativnih bakterij. Leta tisoč devetsto petdeset je Frederik Bang v krvi ostvarjev odkril za to odgovorno spojino imenovano LAL (Limulus amebocyte lysate). Takrat so prisotnost bakterij testirali še tako, da so spojine vbrizgavali v zajce. V letu tisoč devetsto sedeminsedemdeset je ameriška FDA odobrila uporabo LAL-a v medicinske namene.

## Ekologija
Danes živeče vrste so bentoške - živijo v plitvih obalnih morjih z mehkim dnom, od koder hodijo na kopno valit jajca. Glede na fosilne ostanke pa domnevamo, da so izumrli predstavniki živeli v sladkih vodah in somornici. Prehranjujejo se z mehkužci, kolobarniki in drugimi nevretenčarji, ki živijo na morskem dnu, pa tudi z algami, torej so vsejedi.